# Djamilah
Djamilah  - rodzaj ciasta, które spotkać można w krajach Maghrebu oraz na Sycylii, w okolicach Sarakuz i Raguzy. Tamtejsze gospodynie twierdzą, że jest to specjalność arabska, którą na tę wyspę przywieźli Maurowie. Jest to bardzo słodkie ciasto, którego głównym składnikiem są daktyle.